# Évariste de Parny
Évariste Desiré de Forges de Parny (Saint-Paul, Bourbon sziget, 1753. február 6. – Párizs, 1814. december 5.) francia költő.

## Élete
Katona volt Franciaországban, de 1773-75-ben felkereste szülőföldjét, ahol egy kreol nőbe szerelmes lett és azt gyöngéd, de mégis érzéki alaphangu költeményekben énekelte meg. 1788-tól Feuillancourt-ban (Párizs mellett) élt mint a szenzualizmusnak egyik szeretetreméltó képviselője és a rokokó-világ legkedveltebb poétája, akit 1803-ban a Francia Akadémia is tagjai közé választott. Művei (köztük Le paradis perdu és Portefeullie volé) 5 kötetben jelentek meg (Párizs, 1808), válogatva 1887-ben.